# Julius Wilbrand
Julius Bernhard Friedrich Adolph Wilbrand (1839 à Giessen dans le Grand-duché de Hesse–1906) est un chimiste allemand, qui découvre le trinitrotoluène (TNT) en 1863. Wilbrand est le fils du médecin Franz Joseph Julius Wilbrand (de) (1811-1894) et d'Albertine Knapp (1817-1892).

## Biographie
Il étudie le droit et la chimie à l'université de Gießen à partir de 1858 et obtient son doctorat en 1861. Alors qu'il est étudiant, il rejoint le Gießener Wingolf (de). Il travaille ensuite à l'université de Göttingen avec Friedrich Konrad Beilstein et est le premier à décrire en 1863 la synthèse du trinitrotoluène symétrique (TNT).